# 瓦宗
瓦宗（法語：Oizon，法語發音：[wazɔ̃]）是法国谢尔省的一个市镇，位于该省北部，属于维耶尔宗区。

## 地理
瓦宗（47°28'27"N, 2°30'55"E）面积62.03 平方千米，位于法国中央-卢瓦尔河谷大区谢尔省，该省份为法国中部省份，北起卢瓦雷省，西接卢瓦-谢尔省和安德尔省，南至克勒兹省，东南接阿列省，东临涅夫勒省。
与瓦宗接壤的市镇（或旧市镇、城区）包括：內爾河畔歐比尼、布朗卡福尔、孔克勒索、当皮埃尔昂克罗、埃诺德尔、伊瓦勒普雷、维勒热农。
瓦宗的时区为UTC+01:00、UTC+02:00（夏令时）。

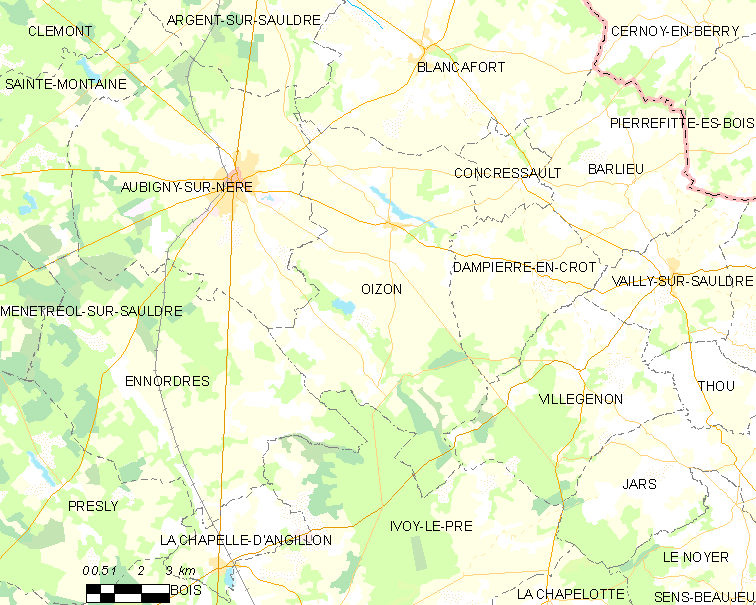
瓦宗的OSM定位图

## 行政
瓦宗的邮政编码为18700，INSEE市镇编码为18170。

## 政治
瓦宗所属的省级选区为内尔河畔欧比尼县。

## 地理
瓦宗是这一地区的公路枢纽，多条省道交汇于此。

## 人口

1962-2008年间瓦宗人口变化图示

瓦宗于2022年1月1日时的人口数量为667人。